# Marianne Stidsen
Marianne Stidsen (født i 1962 i Virum) er en dansk litteraturhistoriker og debattør. Hun har bl.a. vakt opsigt ved at kalde Me Too-bevægelsen for en terrorbevægelse og advare mod aktivistisk forskning på danske universiteter.

## Karriere
Stidsen var 1997-2000 adjunkt på Institut for Nordisk Filologi på Københavns Universitet. I 2000 blev hun lektor på Institut for Nordiske Studier og Sprogvidenskab sammesteds. 2015 blev hun dr.phil. I 2021 opsagde hun sin stilling som lektor, efter at hun var blevet beskyldt for plagiat i to af sine værker. Praksisudvalget på Københavns Universitet frikendte i oktober 2022 Stidsen for anklagerne om plagiat.

## Andre hverv
Stidsen er medlem af Det Danske Akademi.
Hun har været medlem af bestyrelserne for Georg Brandes Selskabet og Forfatterskolen.

## Udvalgt bibliografi
- Marianne Stidsen (1. december 1998), "At skyde kanoner med spurve", Passage, 13 (30), doi:10.7146/PAS.V13I30.1941, Wikidata  Q104771360
- Tobias Gemmerli; Marianne Stidsen (2018), "Carolus eller Kulturo: Om krop, Kant, metal og Joh. V.", Kulturo - Tidsskrift for litteratur, kunst og politik: 38-57, doi:10.31235/OSF.IO/RK7BN, Wikidata  Q104771295